# ترانس ماش القابضة

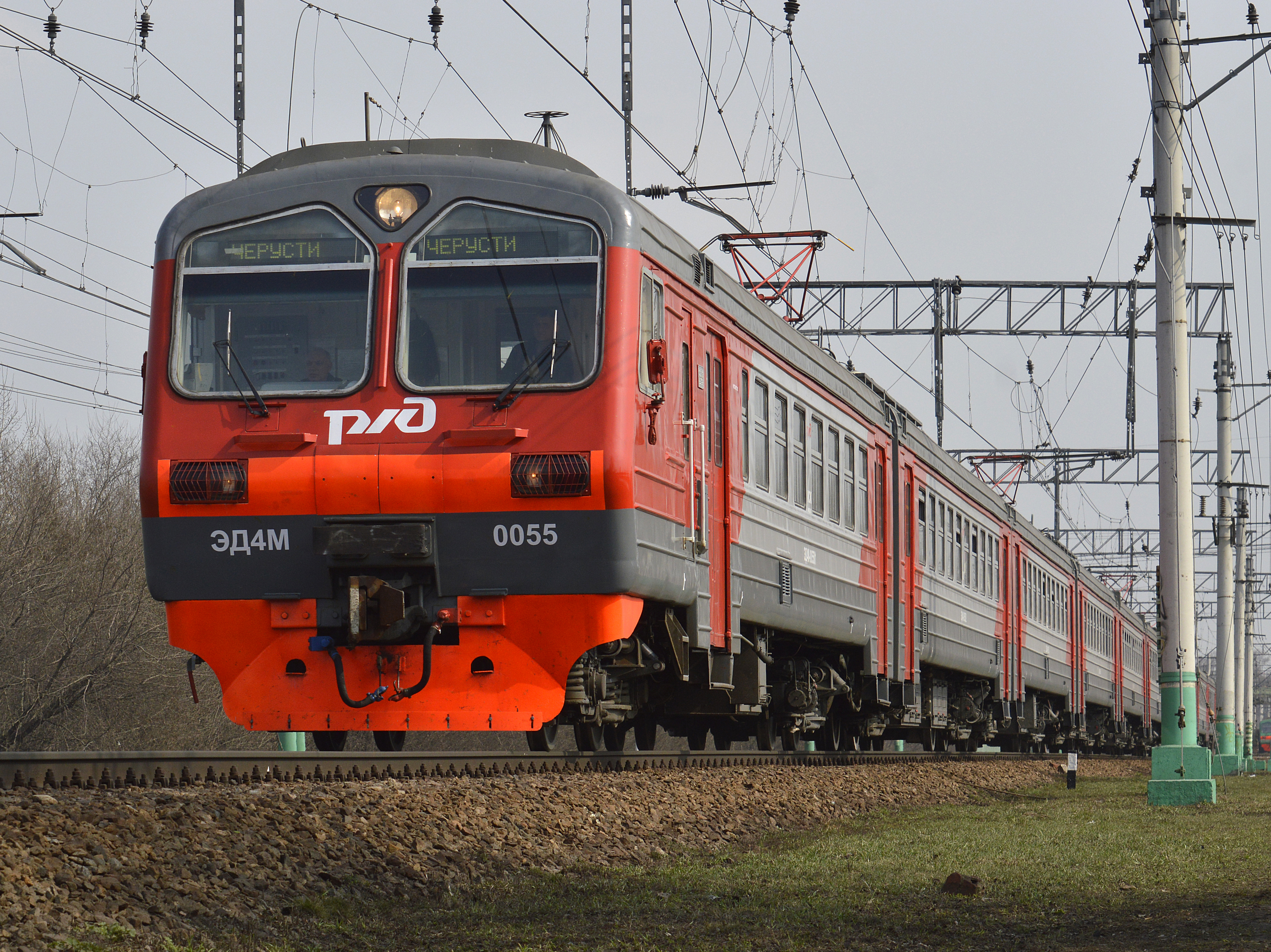
Demikhovo ЭД4М EMU Train ED4 (2013)

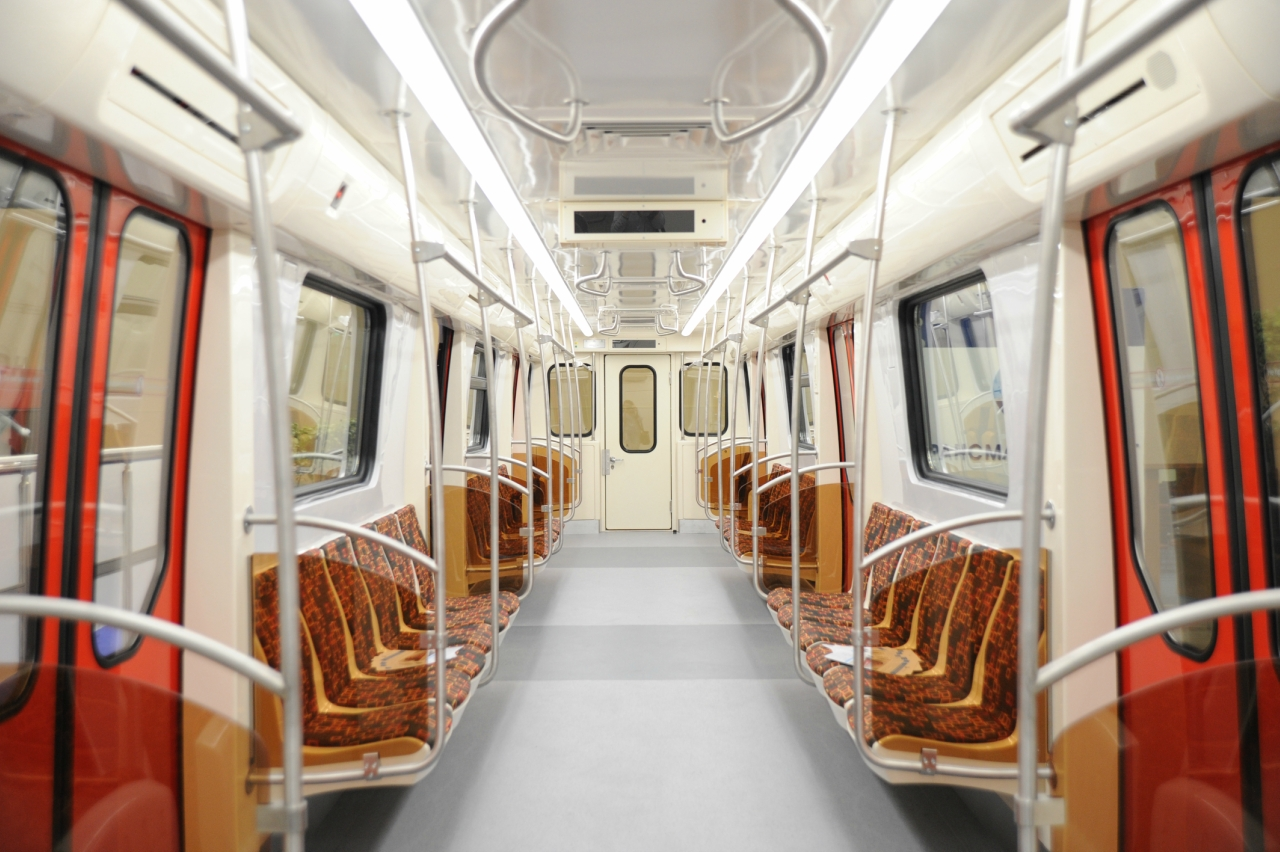
الداخلية للمترو 81-722 في سان بطرسبرج

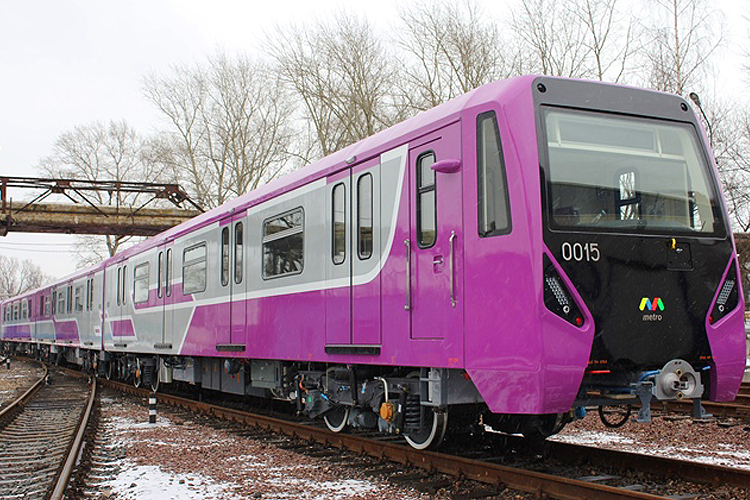
81-760B القطار

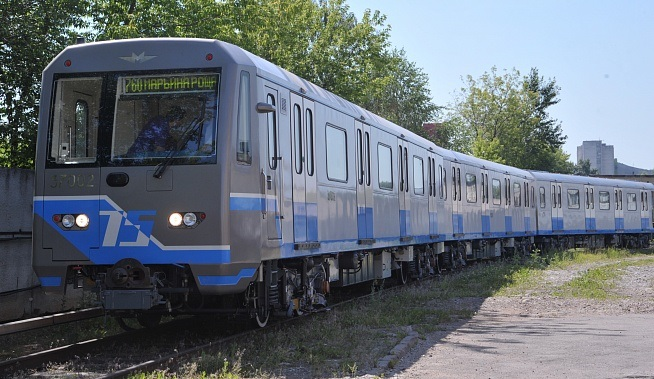
81-760-761 قطار № 37002

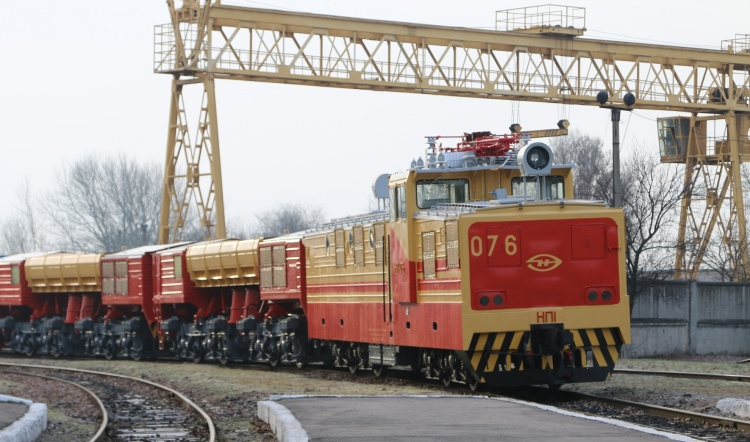
NP1-076

ترانس ماش القابضة هي أكبر منتج للقاطرات ومعدات السكك الحديدية في روسيا وبعد دمجها مع خدمة لوكو رابع أكبر شركة هندسية في مجال تكنولوجيا النقل على مستوى العالم.
تضم الشركة 14 موقعًا للهندسة والإنتاج في روسيا وموقعًا للإنتاج والهندسة في ألمانيا بالإضافة إلى استثمارات في الأرجنتين.

## ملكية
في عام 2018، كانت شركة ترانس ماش القابضة مملوكة بنسبة 100 ٪ لشركة بريكر للأستثمارات، وهي شركة مسجلة بموجب القانون الهولندي. وتمتلك ألستوم هولدينجز 20 ٪ من هذا الهيكل، في حين أن الشركات المملوكة من قبل إسكندر مخمودوف وأندريه بوكاريف وديمتري كوميساروف وكيريل ليبا، تمثل حوالي 80 ٪.
كان رئيس الشركة أندريه بوكاريف حتى أبريل 2022، ورئيس مجلس الإدارة، اعتباراً من نوفمبر 2012، كان أناتولي لادوفسكي. السيد لادوفسكي هو الرئيس السابق للوكالة الحكومية الروسية "الوكالة الفيدرالية لاستخدام الموارد الطبيعية"، والمعروفة أيضاً باسم "روسندرا".

## روابط خارجية
- الموقع الرسمي
- مقابلة مع رئيس TMH ديمتري كوميساروف مقابلة مقدمة من كريس جاكسون بشأن السنوات الخمس الأولى للشركة من عام 2002 وما بعده. railwaygazette.com